# Герман, Алексей Борисович
 Алексей Борисович Ге́рман (род. 25 июня 1959, Москва) — российский учёный-палеоботаник и стратиграф, заведующий лабораторией палеофлористики Геологического института РАН, главный редактор научного журнала РАН «Стратиграфия. Геологическая корреляция» (c 2019), член-корреспондент РАН (c 2022).

## Биография
Родился 25 июня 1959 года в Москве.
Учился[уточнить].
В 1985 году защитил кандидатскую диссертацию по теме «Покрытосеменные позднего мела Камчатки и бухты Угольной и их стратиграфическое значение».
В 2004 году защитил диссертацию на соискание ученой степени доктор геолого-минералогических наук по теме «Альбская-позднемеловая флора Северной Пацифики: палеофлористика, фитостратиграфия и палеоклиматология».
Заведующий лабораторией палеофлористики Геологического института РАН
Преподавал на Геологическом факультете МГУ и в университетах Китая.
С 2019 года — главный редактор журнала «Стратиграфия. Геологическая корреляция».
Член редколлегий журналов «Ботанический журнал», «Fossil Imprint» (Чехия) и «Acta Palaeobotanica» (Польша).
Председатель диссертационного совета при Геологическом институте РАН, член диссертационного совета при Геологическом факультете МГУ им. М. В. Ломоносова.
02.06.2022 избран в члены-корреспонденты РАН по Отделение наук о Земле (геология).

## Научная работа
Автор более 120 научных работ, из них 8 монографий.
Ведущий специалист в области стратиграфии, палеофлористики и палеоклиматологии мезозоя и кайнозоя.
- Монографически изучил ряд мезозойских флор Евразии, уточнил их возраст, таксономический состав и стратиграфическое значение.
- Разработал детальные биостратиграфические схемы неморских альбских-палеоценовых отложений Северной Пацифики. Предложил новый сценарий мелового флорогенеза в этом регионе. Показал, что растения пережили биотический кризис на границе мела и палеогена без существенных эволюционных последствий.
- Разработал количественный палеоклиматический метод, основанный на статистической корреляции между параметрами климата и морфологическими признаками листьев растений.
- Реконструировал позднемеловой «парниковый» климат арктических регионов Азии и Северной Америки. Расчёты были использованы для тестирования компьютерных климатических моделей. Было показано, что эти модели могут недоучитывать изменения климата при антропогенном потеплении.
- Изучил эоцен-олигоценовые флоры Южного Китая, было прослежено постепенное увеличение сезонности выпадения осадков и становление муссонного климата.

## Членство в организациях
- 1987 — Русское палеонтологическое общество[7].
- 2022 — Член-корреспондент РАН.

## Выступления и лекции
Лекции А. Б. Германа:
- 2022 —  Парниковый палеоклимат мелового периода.
- 2023 —  Покрытосеменные мелового периода — К научному наследию С. В. Мейена.